# Фтороиодат калия
Фтороиодат калия — неорганическое соединение,
соль калия и фтороиодноватой кислоты с формулой KIO2F2,
кристаллы.

## Получение
- Действие плавиковой кислоты на иодат калия:

{\displaystyle {\mathsf {KIO_{3}+2HF\ {\xrightarrow {}}\ KIO_{2}F_{2}+H_{2}O}}}

## Физические свойства
Фтороиодат калия образует кристаллы
ромбической сингонии,
пространственная группа P ca21,
параметры ячейки a = 0,839430 нм, b = 0,597918 нм, c = 0,844680 нм, Z = 4.
Является сегнетоэластиком.